# معركة نهر إيمجين
وقعت معركة نهر إيمجين، المعروفة في كوريا الجنوبية باسم معركة سولماري أو معركة تل غلوستر، وفي الصين باسم معركة إكسومالي، في 22-25 أبريل 1951 خلال الحرب الكورية. هاجم جنود من جيش المتطوعين الشعبي الصيني مواقع لقيادة الأمم المتحدة في نهر إيمجين السفلي في محاولة لتحقيق تقدم واستعادة العاصمة الكورية الجنوبية سول. كان الهجوم جزءًا من هجوم الربيع الصيني، الذي أراد استعادة زمام المعركة بعد سلسلة من الهجمات المضادة الناجحة التي شنتها الأمم المتحدة في الفترة من يناير إلى مارس 1951 والتي سمحت لقوات الأمم المتحدة بأن تُثبّت تقدمها بعد خط عرض 38° شمال، عند خط كانساس.
كان الجزء من خط الأمم المتحدة الذي دارت فيه المعركة محميًا بشكل أساسي بالقوات البريطانية التابعة للواء المشاة التاسع والعشرين المؤلف من ثلاث كتائب مشاة بريطانية وكتيبة بلجيكية (قيادة الأمم المتحدة البلجيكية) مدعومة بالدبابات والمدفعية. حافظ اللواء على مواقعه العامة ثلاثة أيام على الرغم من مواجهته عدوًا أكبر عددًا بشكل ملحوظ. عندما أُجبرت وحدات لواء المشاة التاسع والعشرين على التراجع في النهاية، أدت أفعالها في معركة نهر إيمجين إلى جانب أفعال قوات الأمم المتحدة الأخرى، مثل معركة كابيونغ، إلى إعاقة هجوم جيش المتطوعين الشعبي والسماح لقوات الأمم المتحدة بالتراجع إلى مواقع دفاعية مجهزة في شمال سول، حيث أُوقف جيش المتطوعين الشعبي. تُعرف هذه المعركة باسم «المعركة التي أنقذت سول».
«على الرغم من صغر حجمها، إلا أن ضراوة المعركة استحوذت على مخيلة العالم»، وخاصة مصير الكتيبة الأولى، فوج غلوسترشير، التي كان العدو يفوقها عددًا وحاصرتها في النهاية القوات الصينية على التل 235، وهو معلم بات معروفًا باسم تل غلوستر. أصبح صمود كتيبة غلوسترشير، إلى جانب الأفعال الأخرى للواء التاسع والعشرين في معركة نهر إيمجين، جزءًا هامًا من التاريخ والتقاليد العسكرية البريطانية. 

## الخلفية
بعد الغزو الكوري الشمالي المدعوم من قبل الصينيين والسوفييت لكوريا الجنوبية في 25 يونيو 1950، وصل هجوم مضاد للأمم المتحدة إلى حدود كوريا الشمالية مع الصين. متعذرةً بخوفها على أمنها، خصصت الصين قوات إضافية وجهتها مسبقًا إلى الحدود وبدأت ثلاث هجمات بين أكتوبر 1950 ويناير 1951 دفعت من خلالها قوات الأمم المتحدة إلى جنوب الحدود الأصلية بين كوريا الشمالية والجنوبية على طول خط عرض 38° شمال واستولت على سول. أعاقت قوات الأمم المتحدة هجومًا رابعًا في منتصف فبراير في معركة تشيبيونغ ني ومعركة وونجو الثالثة. في نهاية فبراير، شنت الأمم المتحدة سلسلة من العمليات الهجومية، لتستعيد سول في 15 مارس وتدفع الخط الأمامي شمالًا. في أوائل أبريل، ثبتت «عملية راغيد» الجبهة على خط يتبع أسفل نهر إيمجين، ثم شرقًا إلى بحيرة سد هواتشون ثم إلى منطقة يانغيانغ على الساحل الشرقي، المعروف باسم خط كانساس. دفعت عملية دونتليس اللاحقة بروزًا بين نهر إيمجين حيث يأخذ النهر منعطفًا حادًا شمالًا وبحيرة سد هواتشون، وهو مايعرف باسم خط يوتا. 

### قوات الأمم المتحدة
في 22 أبريل، كان الخط الأمامي في الغرب على طول خطي كانساس ويوتا في حوزة الفيلق الأول التابع للقوات البرية للولايات المتحدة والذي يضم، من الغرب إلى الشرق، الفرقة الأولى لجيش جمهورية كوريا والفرقة الثالثة الأمريكية التي أُرفق بها اللواء التاسع والعشرون البريطاني، والفرقة الخامسة والعشرون الأمريكية التي أرفق بها اللواء التركي والفرقة الرابعة والعشرون الأمريكية. تألف لواء المشاة التاسع والعشرون، الذي يقوده العميد توم برودي، من الكتيبة الأولى من فوج غلوسترشير (غلوسترز) بقيادة المقدم جيمس بي كارن؛ الكتيبة الأولى من نورثامبرلاند فيوسليرز الملكية (فيوسليرز) بقيادة المقدم كينغزلي فوستر؛ الكتيبة الأولى من بنادق أولستر الملكية تحت القيادة المؤقتة للرائد جيرالد ريكورد؛ والكتيبة البلجيكية بقيادة المقدم ألبيرت كراهاي (700 رجل)، التي أُلحقت بها مساهمة لوكسمبورغ في قوات الأمم المتحدة. كان اللواء مدعومًا بمدافع 25 رطل (أوردنانس 25 رطل) من الفوج الميداني الخامس والأربعين التابع للمدفعية الملكية بقيادة المقدم إم تي يونغ ومدافع 4.2 إنش من بطارية الصواريخ المستقلة 170 التابعة للمدفعية الملكية ودبابات سينتوريون من السرب سي التابع لحرس الملك الملكي الإيرلندي الثامن بقيادة الرائد هينري هوث وسرب المهندسين الملكيين الخامس والخمسين. 
غطت الكتائب الأربعة للواء التاسع والعشرين جبهة من 12 ميلًا (19 كم). كان لا بد من وجود الفجوات بين الوحدات لتعذر تشكيل خط مستمر بالقوات المتوفرة. «صمم العميد برودي على نشر رجاله في وحدات منفصلة متمركزة حول المعالم الرئيسية للتلال. على الجناح الأيسر، كان الغلوسترز يحرسون معقلًا على الإيمجين يبعد ميلًا واحدًا (1.6 كم) شرق الفرقة الأولى لجيش جمهورية كوريا؛ نُشر الفيوسليرز بالقرب من المركز، على بعد نحو 2 ميل (3.2 كم) شمال شرق الغلوسترز؛ كان البلجيكيون، الذين يحتلون معلمًا باسم التل 194 على اليمين، العنصر الوحيد من اللواء التاسع والعشرين شمال النهر. اعتمدت صلتهم ببقية اللواء على جسرين عائمين يفصل بينهما نحو 0.5 ميلًا (0.80 كم). ربط هذان الجسران البلجيكيان بالطريق 11، وهو خط الإمداد والاتصالات الرئيسي للواء التاسع والعشرين. خدم البنادق بمثابة احتياطي اللواء ونُشروا على طول الطريق 11. لم تُستكمل الاستعدادات الدفاعية المكثفة لأن البريطانيين توقعوا الاستحواذ على الموقع لفترة قصيرة فقط. لم تُشيد حقول ألغام أو ملاجئ عميقة أو عوائق مكثفة من الأسلاك. كان الموقع البريطاني على نهر إيمجين «يُعتبر آمنًا» لكنه عرضة للخطر في حال وقوع هجوم. 

### القوات الصينية
خطط رئيس أركان جيش المتطوعين الشعبي والقوات الميدانية للجيش الشعبي الكوري لكوريا الشمالية، المارشال بينغ ديهواي، على «إبادة ... الفرقة الثالثة الأمريكية ... واللواء التاسع والعشرين البريطاني والفرقة الأولى لجيش جمهورية كوريا... يمكننا بعد ذلك إبادة الفرقة الرابعة والعشرين الأمريكية والفرقة الخامسة والعشرين»، ووعد بالاستيلاء على سول لتكون هدية عيد الربيع لماو تسي تونغ. لتحقيق الهدف، خطط بينغ للالتقاء في سول بثلاث مجموعات عسكرية من جيش المتطوعين الشعبي وفرقة من الجيش الشعبي الكوري؛ لتشكيل قوة إجمالية تبلغ نحو 305,000 رجل. كان من المقرر أن تهاجم مجموعات الجيش الثالثة والتاسعة الجناح الأيمن للفرقة الأمريكية الثالثة والفرقتين الرابعة والعشرين والخامسة والعشرين على خط يوتا، شرق إيمجين حيث ينعطف شمالًا. وستهاجم المجموعة العسكرية التاسعة عشرة الموجودة على الجناح الأيمن من جيش المتطوعين الشعبي، غرب نهر إيمجين حيث يتجه شمالًا، ما تبقى من الفرقة الثالثة والفرقة الأولى لجيش جمهورية كوريا. على جبهة المجموعة العسكرية التاسعة عشرة، ستهاجم الفرقة الأولى للجيش الشعبي الكوري والجيش الرابع والستين من جيش المتطوعين الشعبي الفرقة الأولى لجيش جمهورية كوريا، بينما يهاجم الجيش الثالث والستون يسارهم، فيصبح في مواجهة اللواء التاسع والعشرين. كان الجيش الثالث والستون مكونًا من ثلاث فرق هي الفرقة 187 والفرقة 188 والفرقة 189، وتضم كل فرقة ثلاثة أفواج، يتألف كل منها من ثلاث كتائب. سيهاجم نحو 27,000 رجلًا في 27 كتيبة الكتائب الأربع التابعة للواء التاسع والعشرين، فرقة تلو الأخرى.